# Saugus (Massachusetts)
Saugus is een town in Essex County, Massachusetts, Verenigde Staten. In 2000 had de plaats een inwonertal van 26078 en waren er 9975 huishoudens.

## Externe link

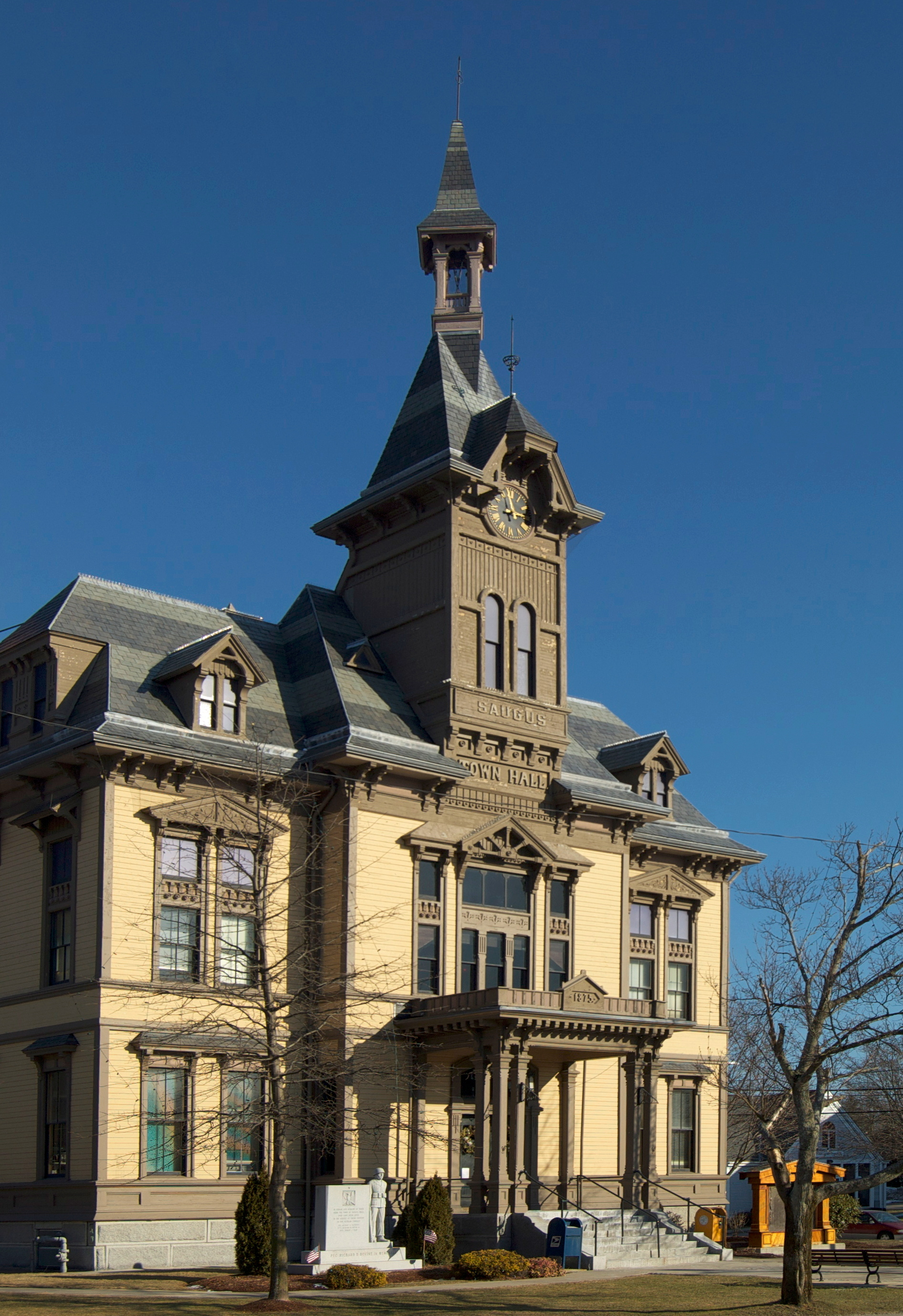
Gemeentehuis van Saugus